# تكلم بطني

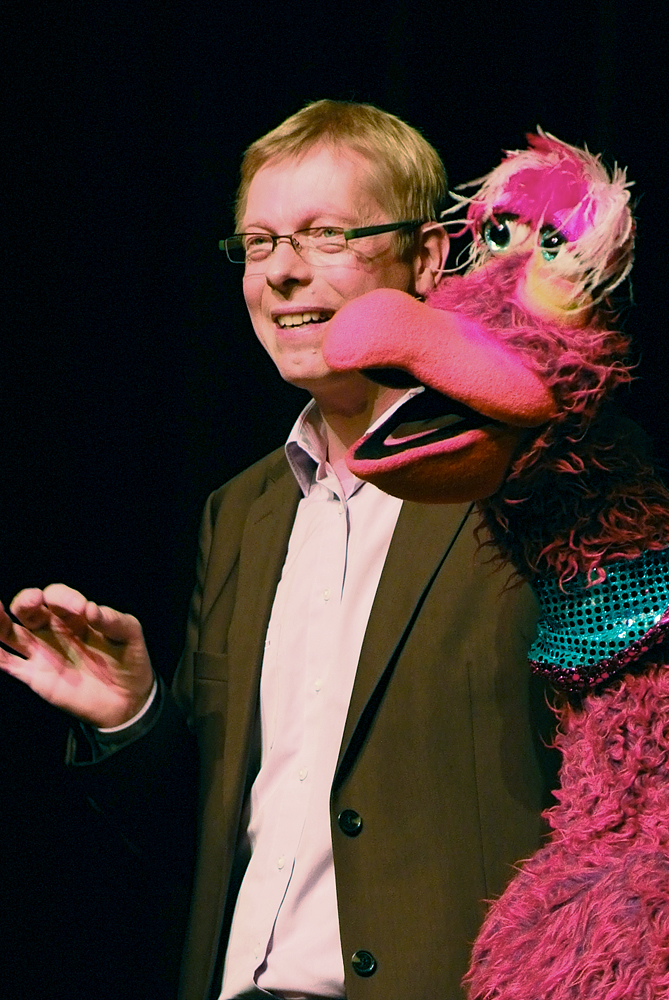
المقماق الألماني جورج جارا ولعبته الدمية أولغا في ديسمبر 2010.

التكلم البطني أو المقمقة (بالإنجليزية: Ventriloquism) هو العمل أو العرض المسرحي الذي يقوم فيه الشخص بتغيير صوته بحيث يبدو أن صوته قادم من مكان آخر، وعادة ما يكون «دمية». ويسمى القدرة على القيام بذلك عادة في اللغة القدرة على «رمي» الصوت. والمقماق أو المُقامِق أو المتكلم من بطنه هو ممارس لفن الوهم يستخدم الحبال الصوتية وليس بطنه لإعطاء الكلمة لشخصية أخرى، عموماً يعطي الصوت لدمية، عن طريق نطق الكلمات دون تحريك شفتيه. هنا تكمن الصعوبة. وبواسطة التدريب المستمر يمكن أن يكون التعبير اللغوي ذا مصداقية. تبقى عضلات الوجه غير متحركة تمامًا، كما لو كان المستمع يستمع فقط إلى دمية المقماق، ويكون لدى الجمهور انطباع بأن الصوت يأتي من بعيد، ومن هنا جاء اسم المقمقة.

## التاريخ

### أصول

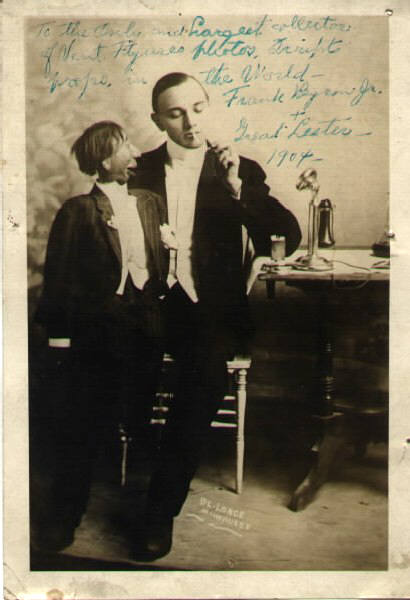
ليستر العظمى وفرانك بايرون، الابن عام 1904 - بطاقة تذكارية

في الأصل ارتبط المقمقة بممارسة الشعائر الدينية. الاسم (Ventriloquism) يعود لللاتينية ويعنى التحدث من المعدة، (venter) أي البطن، و (loqui) أي الكلام. أطلق الإغريق عليه gastromancy (باليونانية: εγγαστριμυθία). وأعتقدوا أن الضوضاء التي تنتجها المعدة هي أصوات أشباح الموتى، والتي تسكن في معدة المتكلم البطنى. ولكن بعدها قام المتكلم البطنى بتفسير الأصوات، عندما أعتقدوا أنه قد يكون قادرا على التحدث إلى الموتى، وكذلك التنبؤ بالمستقبل. واحدا من أول المجموعات التي يذكر أنها استخدمت هذه التقنية كانت جماعة «البيثيا»، كهنة معبد أبولو في دلفي، كانوا يشغلون منصب وسيط الوحى الدلفى.

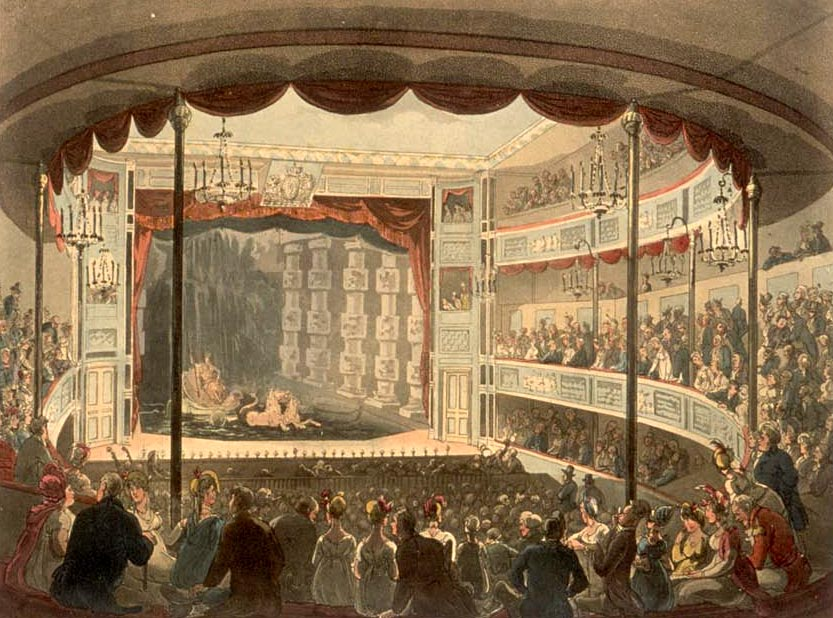
عرض في مسرح سادلر ويلز: نشر هذا النقش كبلايت 69 من مصغر لندن (1810)

واحدا من أوائل المتكلمين البطنيين الناجحين كان يوريكليس، كاهنا في أثينا. حتى أنه كان يشار لممارسى هذا العمل في عصره بـ«يوريكلسيين» تكريما له. في العصور الوسطى، كان يعتقد أن تكون مشابهة إلى السحر. بما في الروحانية من انتقال لمرحلة السحر، لذلك أصبح المقمقة فن آدائي بصورة أكبر، بدءا من حوالي القرن ال19، تراجع الغموض حول أصل الخدعة.
مناطق أخرى من العالم كانت أيضا لديها تقاليد من المقمقة لأغراض شعائرية أو دينية؛ تاريخيا كانت هناك أتباع لهذه الممارسة بين شعوب الزولو، الاسكيمو، والماوري.

### التحول لعمل ترفيهى
التحول من المقمقة من مظهر من مظاهر القوى الروحية نحو المقمقة للترفيه حدث في القرن الثامن عشر في الأعياد السوقية السفر والبلدات السوق. وأقرب مثال لمتكلم من بطنه يعود إلى 1753 في انجلترا، حيث وصف السير جون بارنيل في نقش وليام هوغارث أنه يتحدث عن طريق يده. في عام 1757، كان من المعروف أن النمساوي البارون دي مينجن استخدم دمية صغيرة في أدائه.
وبحلول أواخر القرن الـ18، كان عرض المتكلم البطنى شكل معروف من وسائل الترفيه في إنجلترا، على الرغم من أن معظم الفنانين ألقوا صوتهم لجعله يبدو أنه انبثق من بعيد، بدلا من الطريقة الحديثة من استخدام دمية. جوزيف أسكينز، متكلم من بطنه معروف في تلك الفترة، الذي أجرى عرضه في مسرح سادلر ويلز في لندن في تسعينات القرن الثامن عشر أعلن عن عمله بأنه «حوارات مثيرة للفضول بينه وبين شبيهه الخفى، ليتل تومى». ومع ذلك، كانت العروض الأخرى بدأت في دمج الدمى أو العرائس في أدائها، ولا سيما الايرلندي جيمس برن الذي «... يحمل في جيبه، دمية بحال سئ، مع وجه واسع، وهو ما يعرض... كما يعطي لغة صبيانية إلى الكلام»، وتوماس جاربوت.
اشتهر هذا الترفيه في عهد قاعة الموسيقى في المملكة المتحدة والاستعراض المسرحي في الولايات المتحدة. بدأ جورج ساتون دمج دمية إلى روتينه في نوتنغهام في ثلاثينيات القرن التاسع عشر، ولكن فريد روسل هو الذي يعتبر أب المقمقة الحديث. في عام 1886، عرضت عليه المشاركة المهنية في مسرح قصر في لندن وحملوا له مرحلة المهنية بشكل دائم. كان عرضه، يستند على صفيق الصبي الدمية «كوستر جو» التي من شأنها أن تجلس في حضنه و «الدخول في حوار» معه لتعطى تأثير كبير لتنسيق الترفيه واعتمده الجيل القادم من الفنانين. (لوحة زرقاء أضافتها في المقر السابق لراسل جمعيةُ التراث البريطاني، ومكتوب عليها «فريد روسيل والد المقمقة عاش هنا»)

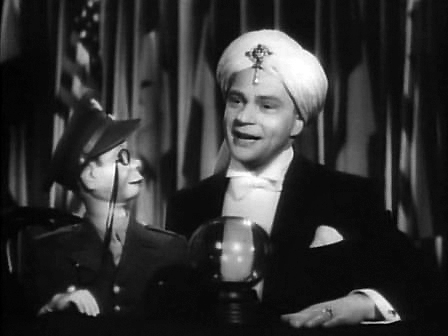
اقتصاص من شاشة ل إدغار بيرغن مع تشارلي مكارثي من الفيلم مسرح باب المقصف.

طبق شكل الفريق الكوميدي الناجح لفريد روسيل الجيلُ القادم من الفنانين. عمل آرثر الأمير البريطاني مع بحاره الغبى جيم، الذي أصبح واحدا من الفنانين الأعلى أجرا على حلبة قاعة الموسيقى، والأمريكيان ليستر العظيم، وفرانك بايرون الابن، وإدغار بيرغن. جعل بيرغن لفكرة المقماق الكوميدي شعبية كبيرة. بيرغن، جنبا إلى جنب مع نظيره المفضل، تشارلي مكارثي، استضافا البرنامج الإذاعي الذي بث من عام 1937 إلى عام 1956. وكان هذا البرنامج رقم 1 في الليالي التي أُذيعت فيها. استمر عرض بيرغن حتى وفاته في عام 1978، وشعبيته ألهمت العديد من الفنانين المشاهير الذين تبعوه، بما في ذلك بول ينتشل، جيمي نيلسون، ديفيد ستراسمان، جيف دنهام، تيري فاتور، وايلاندز فلاورز، شاري لويس، ويلي تايلر وجاي جونسون. وفنان آخر له شعبية في الولايات المتحدة في الخمسينات والستينات وهو السنيور وينسز.
وقد شاع فن المقمقة بواسطة ي.ك. بادهى في شمال الهند وم.م.روي في جنوب الهند، الذين يعتقد أنهم من رواد هذا المجال في الهند. ابن بادهى، رامداس، ورث العمل في المجال عن والده وجعل الفن شعبي بين الجماهير من خلال أدائه على شاشة التلفزيون. ابن رامداس، ساتياجيت، هو أيضا يعمل بنفس المجال. وبالمثل، قد ساهمت اندوسرى، فنانة من بنغالور، الكثير للفن. قدمت عرضها بثلاثة من الدمى في وقت واحد. فينكى مونكى وسرينفوس المقلد، تلاميذ م.م.روي، زادوا من شعبية هذا الفن من خلال عمل عروض في الهند وخارجها. سرينفوس المقلد، على وجه الخصوص، له عدة تجارب في المقمقة. وقد زاد من شعبية هذا الفن، ووصفه بأنه «وهم الصوت.» يذهب إلى الجمهور من دون ميكروفون ويسلي بنقطة وهم الصوت الفارغة بالإضافة إلى الترفيه على خشبة المسرح بواسطة الدمى.
تضاءلت شعبية المقمقة لفترة من الوقت، ربما بسبب قدرة وسائل الإعلام الحديثة الإلكترونية للتعبير عن لوهم الصوت، التأثير الطبيعي الخاص الذي هو قلب المقمقة. في المملكة المتحدة في بداية الألفينات كانت هناك فقط 15 فنان من تلك المهنة بدوام كامل، انخفاضا من حوالي 400 في الخمسينات والستينات. وبعد ذلك قام عدد من الفنانين الجدد بتطوير الآتى مع نمو الذوق العام للكوميديا. في عام 2001، قامت انجيليك مونيه على مسرح الصف بعرض برودواي «العديد منّى» (كتبه ادغار تشيشولم) حيث صورت العديد من الشخصيات باستخدام الدمى المتعددة لعرض التحولات. وفي عام 2007، فاز زيلاه واللاعب توتيه الموسم الأول من السويد غوت تالنت وأصبحوا من أكثر الفنانين شعبية في السويد.

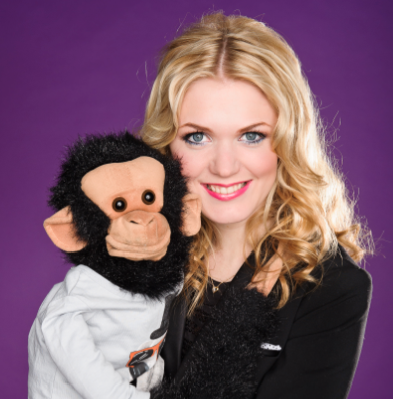
السويدية مؤدية المقمقة زيلاه والدمية توتي، الصورة التي اتخذتها 2012 مالين سايدن.

## صنع الأصوات الصحيحة
واحدا من الوجوه الصعبة للتكلم البطني هو أن جميع الأصوات التي يقدمها الفنانون يجب أن تتم بفضل الشفاه قليلا. في الأصوات الشفهية (ف، م، ب) والخيار الوحيد هو استبدالها بحروف أخرى. وهناك مثال ساخر على نطاق واسع من هذه الصعوبة هو «جوتل أو جير»، من عدم القدرة الممارسين الأقل مهارة في نطق (بوتل أوف بير) «زجاجة من البيرة». حيث أن الاختلافات في أصوات (ث، د، ت، ن)، ويمكن أن يكون من الصعب على المستمعين الشعور بالفرق في حالة التحدث سريعا.

## دمية المتكلم البطني
يستخدم الفنانون الجدد مجموعة متنوعة من أنواع مختلفة من الدمى في عروضهم، مثل الدمى المصنوعة من القماش أو الرغوة اللينة (عمل فيرنا فينلى يعد مثال لذلك)، أو الدمى المطاطية المرنة (مثل إبداعات ستيف أكسيل) أو التصور التقليدى والمعتاد للركبة ذات الرأس الصلبة (منحوتات تيم سيلبرج الميكانيكية). الدمى التقليدية التي يستخدمها الفنانون (الاسم الفني الذي هو صورة المتكلم البطنى) تختلف في الحجم حسب المكان من اثني عشر بوصات إلى حجم الإنسان وأكبر، مع ارتفاع عادة ما يقع بين اثنين وأربعين وأربعة وثلاثين بوصة. تقليديا، تنتشر الدمى المصنوعة من الورق المعجن أو الخشب. في العصر الحديث، غالبا ما يستخدمون غيرها من المواد، بما في ذلك راتنجات الألياف الزجاجية، اللاتكس المصمت، والنيوبرين.
هناك أسماء كبيرة في تاريخ صنع الدمى تشمل جيف دنهام، فرانك مارشال (صانع شيكاغو لتشارلي مكارثي الخاصة ببيرغن،  داني أوداي لنيلسون، وجيري ماهوني لوينشل)، وثيو ماك والابن (ماك نحت رأس تشارلي مكارثي)، ريفيلو بيتيه، كينيث سبنسر، سيسيل غوف، وغلين وجورج مسيلروي. لا تزال تصورات الإخوة مسيلروي يعمل بها العديد من الفنانين بوصفها تتويجا لميكانيكا الحركة المعقدة، مع ما يصل إلى خمسة عشر من حركات الوجه والرأس التي تسيطر عليها مفاتيح إصبع الداخلية والتبديل. جيف دنهام أشار في السابق إلى شخصيات مسيلروي باسم «ستراديفاريوس الدمى.»

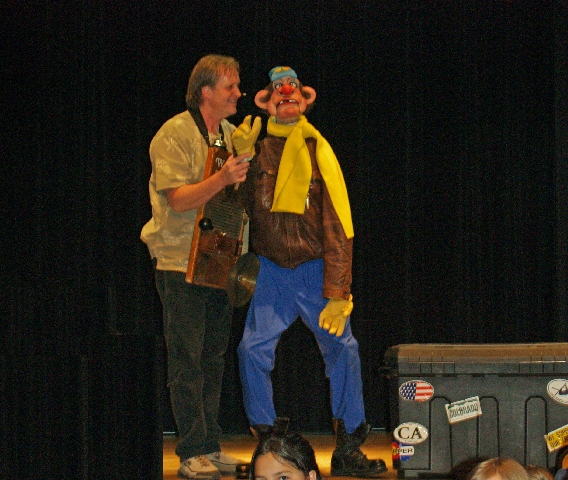
يدعو الفنان وين فرانسيس للانتباه إلى المصور فيما يسلي الأطفال في بويبلو، متحف كولورادو بويل الأطفال.

## الخوف من دمى المتكلم البطني
أفلام وبرامج التي تشير إلى الدمى التي على قيد الحياة ومخيفة تشمل السحر،  الميت من الليل، منطقة الشفق، روح شريرة، دمية الشيطان، الصمت الميت، لعبة أطفال، بافي قاتلة مصاصي الدماء، صرخة الرعب، ساينفيلد (حلقة «الدجاج مشوي»)، مؤسسة آنا ليند (حلقة «أنا دميتك»)، وطبيب في حوادث مختلفة. تشمل الأمثلة الأدبية دمى المتكلم البطنى المخيفة في الدمية الرهيبة وقصة «عين الزجاج» لجون كير كروس.

## فنانون معاصرون
- جيف دونهام وعرائسه.
- Darci Lynne Farmer الحائزة على جائزة 13 عامًا من مجلة America's Got Talent الأمريكية عام 2017 ، وعرائسها البتونية: أوسكار وإدنا.[20]

## وصلات خارجية
- Cybervent, website for ventriloquists
- Vent Haven Museum: Ventriloquist Museum
- Vent Haven ConVENTion in Fort Mitchell, Kentucky
- "How Ventriloquists Trick The Brain"
- Information on learning ventriloquism
- International Ventriloquist Society
- المقمقة